# Modelul polder
Modelul polder (în neerlandeză poldermodel) este o metodă de luare a deciziilor prin consens, bazată pe versiunea olandeză a politicii economice și sociale bazate pe consens din anii 1980 și 1990. Metoda își trage numele de la cuvântul olandez polder care se referă la porțiuni de pământ închise de diguri.
Modelul polder a fost descris ca „o recunoaștere pragmatică a pluriformității” și de „cooperare în ciuda diferențelor”. Se crede că politiciana olandeză Ina Brouwer a fost prima care a folosit termenul poldermodel, în articolul său din 1990 „ Het socialisme als poldermodel? ” (Socialismul ca model polder?), deși nu este sigur dacă ea a inventat termenul sau doar a fost prima care l-a notat.

## Modelul socioeconomic polder

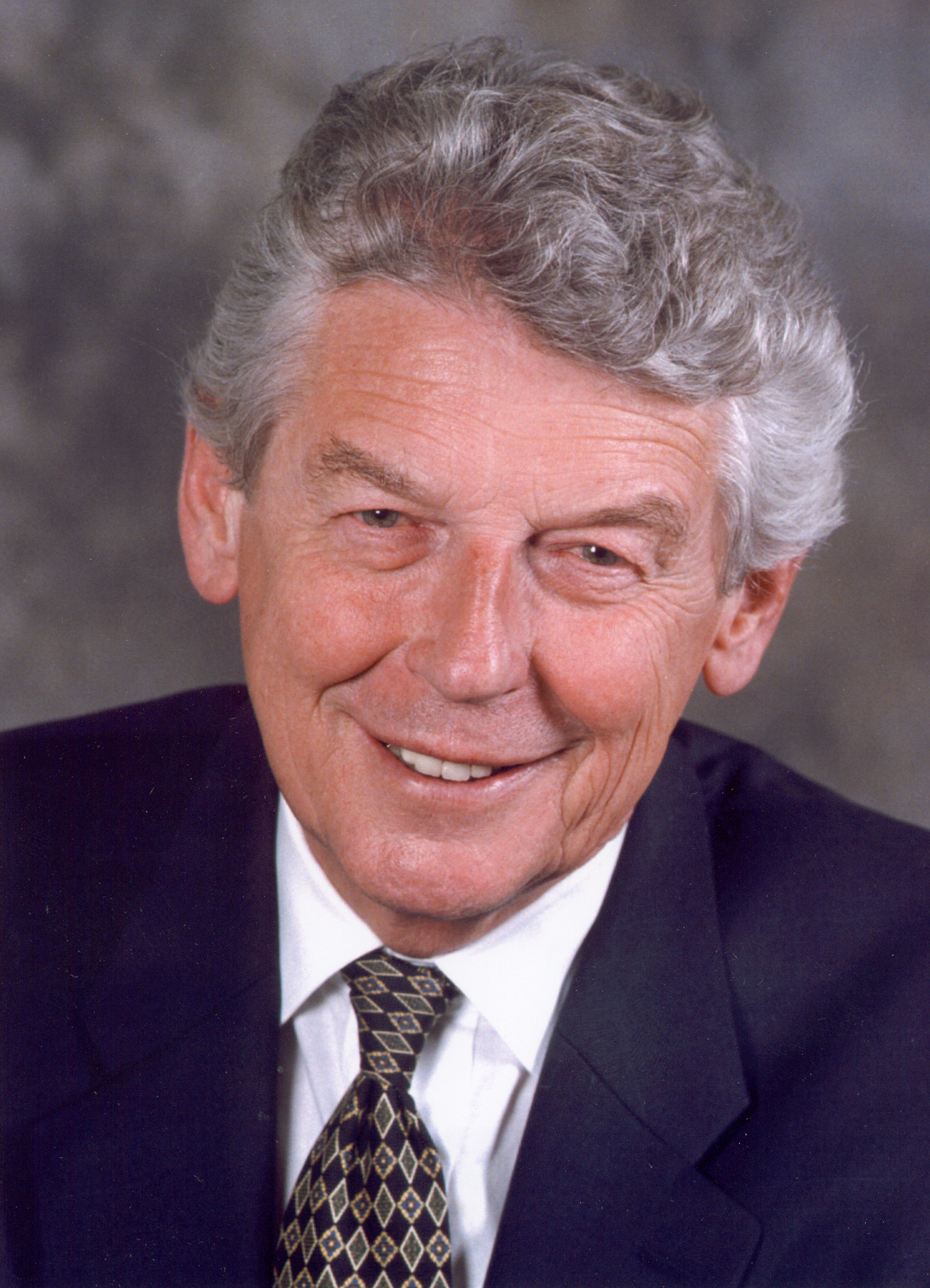
Wim Kok, fost prim-ministru al Țărilor de Jos, a susținut modelul polder.

Modelul polder olandez se caracterizează prin cooperarea tripartită între organizațiile patronale, cum ar fi Confederația olandeză a industriei și angajaților (VNO-NCW), sindicate precum Federația Mișcarea Muncii Olandeză și guvern. Aceste discuții sunt organizate în Consiliul Social-Economic (neerlandeză Sociaal-Economische Raad, SER). SER servește drept forum central pentru a discuta problemele legate de muncă și are o lungă tradiție de consens, deseori dezamorsând conflictele de muncă și având ca rezultat evitarea grevelor. Modele similare sunt utilizate în Finlanda, și anume Acordul cuprinzător de politică a veniturilor și valabilitatea universală a contractelor colective de muncă.
Se spune că actualul model polder olandez a început odată cu Acordul de la Wassenaar din 1982, când sindicatele, angajatorii și guvernul au decis asupra unui plan cuprinzător de revitalizare a economiei, care implica timpi de muncă mai scurți și salarii mai mici, pe de o parte, și mai multe locuri de muncă pe altă parte. Acest model de polder, combinat cu o politică economică neoliberală de privatizare și reduceri bugetare, a fost considerat responsabil pentru miracolul economic olandez de la sfârșitul anilor 1990.
Un rol important în acest proces l-a jucat Biroul central de planificare olandez (CPB), fondat de Jan Tinbergen. Propunerea de politici ale CPB din 1976 în favoarea control a salariilor a fost un argument important de pentru guvern și angajatori, argument pe care sindicatele nu l-au putut contracara cu ușurință.
Mulți autori și cercetători au susținut însă că importanța Acordului de la Wassenaar a fost în mare măsură supraevaluată. Majoritatea acestor scriitori au susținut că se poate observa o continuitate considerabilă începând cu anii 1950. Istoricul Stijn Kuipers duce argumentarea mai departe și susține că modelul socioeconomic polder modern s-a manifestat deja în 1920 cu Înaltul Consiliu al Muncii olandez. Asta înseamnă că modelul polder este mult mai vechi și, prin urmare, ar fi putut avea o influență mai mare asupra societății și economiei olandeze decât s-a crezut în general până acum.

## Alte utilizări
Termenul model polder și în special verbul polderen (a crea poldere) a fost folosit peiorativ de unii politicieni pentru a descrie procesul lent de luare a deciziilor în care toate părțile trebuie să fie audiate. Modelul a înflorit sub guvernele din coaliție violet ale prim-ministrului olandez Wim Kok, o coaliție care includea rivalii tradiționali Partidul Laburist (un partid social-democrat, a cărui culoare este roșie) și Partidul Popular pentru Libertate și Democrație ( liberali de dreapta, a căror culoare este albastră). În climatul economic în declin de la începutul secolului 21, modelul a fost supus unui atac aprig în special din partea politicienilor de dreapta și a lui Pim Fortuyn în cartea sa intitulată De puinhopen van acht jaar Paars („Epava de opt ani violet”).